# Kariba-Talsperre
Die Kariba-Talsperre (englisch Kariba Dam) ist eine große Talsperre in der Kariba-Schlucht des Sambesi entlang der Grenze von Sambia und Simbabwe im südlichen Afrika. Die Anlage wird von einer binationalen Behörde, der Zambezi River Authority, verwaltet.

## Staumauer

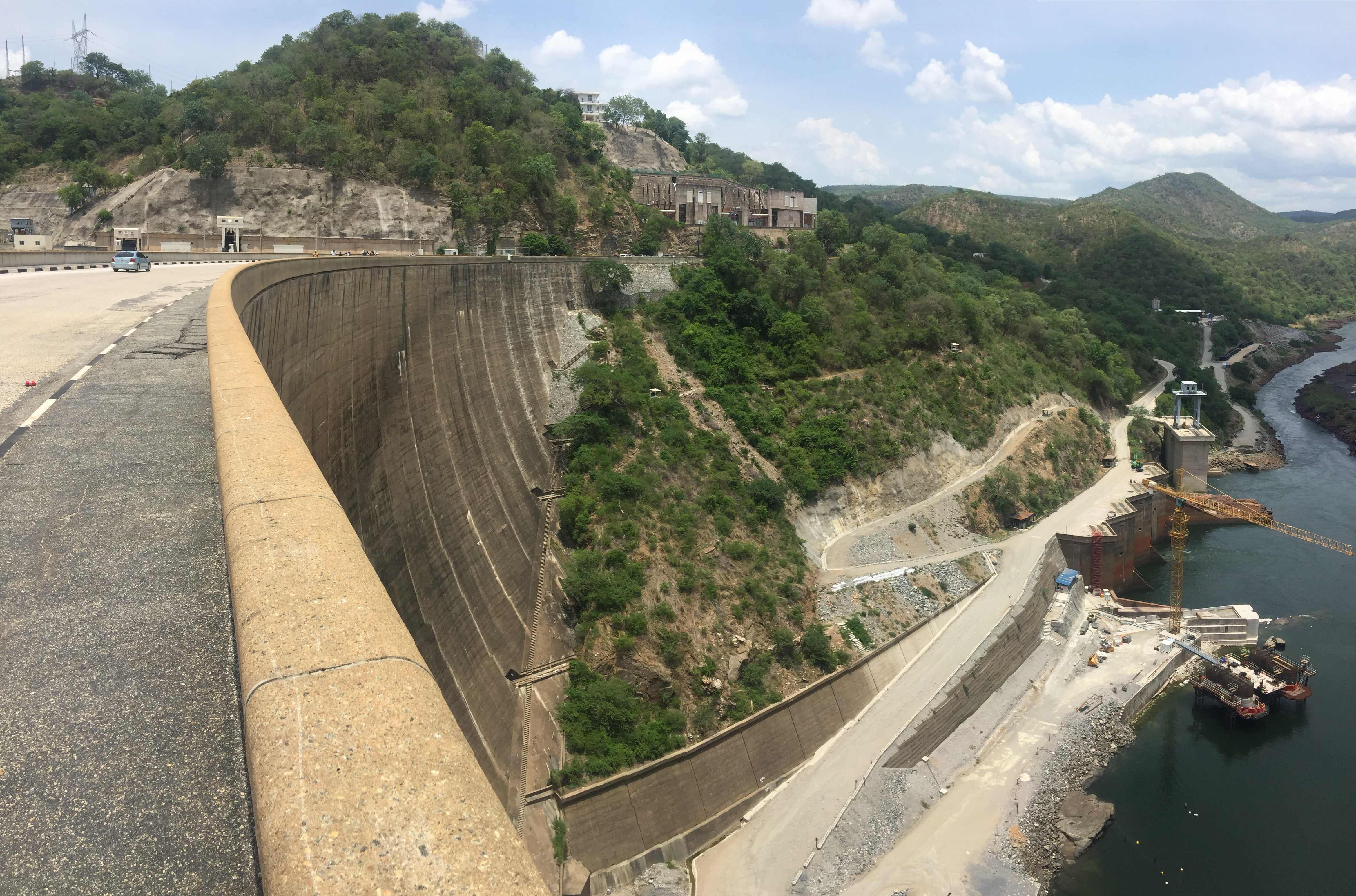
Staumauer (Sambia im Hintergrund)

Die Talsperre hat eine doppelt gekrümmte Bogenstaumauer aus Beton und wurde durch die Kolonialmacht Großbritannien zwischen 1955 und 1959 errichtet. Mit dem Bau der eigentlichen Staumauer wurde am 6. November 1956 begonnen. Sie ist 128 m hoch und 617 m lang bei 1.032.000 m³ Mauervolumen. Das Fundament ist 24 m dick. Das 1959 in Betrieb genommene Wasserkraftwerk hat eine Leistung von 1320 MW und versorgt den Kupfergürtel von Sambia sowie Simbabwe mit 6400 (oder 6700) GWh pro Jahr. Die Baukosten für den ersten Bauabschnitt mit der Kariba-Süd-Kraftwerkskaverne betrugen 135 Millionen US-Dollar. Die Kariba-Nord-Kraftwerkskaverne wurde wegen großer politischer Probleme erst 1977 fertiggestellt. Die gesamten Baukosten beliefen sich auf 480 Millionen US-Dollar. Während der Bauarbeiten starben rund 100 Arbeiter durch Unfälle.
Die Krone der Staumauer wird für eine regionale Straße genutzt, auf der der Sambesi überquert werden kann.

## Stausee
Der Karibastausee (englisch Lake Kariba) ist – gemäß der Liste der größten Stauseen der Erde – der volumenmäßig zweit- und flächenmäßig siebtgrößte der Erde. Er ist 280 km lang, seine durchschnittliche Breite beträgt 18 km und er ist durchschnittlich etwa 29 m tief. Seine maximale Tiefe beträgt 97 m. Er hat maximal 5580 km² Wasseroberfläche und eine Speicherkapazität von 180,60 km³ (= 180.600.000.000 m³). Das Einzugsgebiet ist 520.000 km² groß. Im See werden jährlich zwischen 20.000 und 30.000 t Tanganjikasee-Sardinen gefischt. Ferner betreibt die Firma Innscor hier einige Krokodilfarmen.
Bei der Befüllung des Stausees hieß dieser zunächst, nach der amtierenden britischen Königin, Elizabeth-II.-See und wurde erst später in „Karibasee“ umbenannt.

## Zuflüsse

Flüsse, die in den Kabira Stausee münden

Es mündet eine Vielzahl an kleineren Flüssen in das Reservoir. Der größte ist, abgesehen vom Sambesi, mit Abstand der Sanyati von Südosten. Der nächstkleinere ist der von Süden kommende Sengwa, gefolgt vom ebenfalls von Süden kommenden Umi. Alle drei steuern allerdings, wenn überhaupt, nur zur Regenzeit Wasser zum See bei, da ihr Quellgebiet in ariden Gegenden liegt.

## Wassermangel im Jahr 2024
Aufgrund einer gravierenden Trockenperiode – der gravierendsten seit Jahrzehnten –, die nach Ansicht von Wissenschaftlern durch das Wetterphänomen El Niño verursacht war, war die Talsperre im Jahr 2024 weit geringer gefüllt, als üblich. Dies führte zu einer geringeren Stromerzeugung durch Wasserkraft und damit zu einer ernsthaften Energiekrise in Sambia. Viele Haushalte und Gewerbebetriebe konnten, wenn überhaupt, zum Teil nur über Dieselgeneratoren wenige Stunden Strom pro Tag erhalten.

## Umsiedlungen
Als der Karibastausee gefüllt wurde, mussten etwa 57.000 Menschen, die am Sambesi lebten, umgesiedelt werden. Von 1958 bis 1963 siedelten die Wildbehörden Süd- und Nordrhodesiens außerdem rund 7.000 Wildtiere aus dem Flutungsgebiet in umliegende Ausweichareale um. Als erste Maßnahme dieser Art avancierten die Tierumsiedlungen zu einem internationalen Medienereignis, und in Analogisierung der biblischen Erzählung von der Arche Noah bezeichneten Journalisten die Vorgänge als „Operation Noah“. Nach ihrem ersten Einsatz dieser Art wurde die International Society for the Protection of Animals später auch in einem natürlichen Überschwemmungsgebiet in Suriname (1965) sowie bei der Evakuierung des ebenfalls aufgestauten Bayanosees (1976) tätig.

## Erdbeben
Seit seiner Füllung hat der Karibastausee durch sein Gewicht zahlreiche Erdbeben hervorgerufen (Induzierte Seismizität). 20 davon waren größer als Magnitude 5 auf der Richter-Skala, das größte war 1963 mit Magnitude 5,8. Sein Epizentrum lag 50 km nördlich der Talsperre. Ingenieure und Seismologen sind noch immer hinsichtlich der genauen Mechanismen unsicher, aber die Wirkung von 180 Milliarden Tonnen Wassergewicht ist beträchtlich. Das Sambesi-Tal selbst erfuhr ein Erdbeben der Stärke 6 auf der Richterskala im Jahr 1910, also vor dem Dammbau. Eine systematische Erfassung seismischer Bewegungen gibt es erst seit dem Bau der Talsperre. Solche Bewegungen sind normal, wenn ein Staubecken gefüllt wird. Sie legen sich mit der Zeit.

## Sanierung

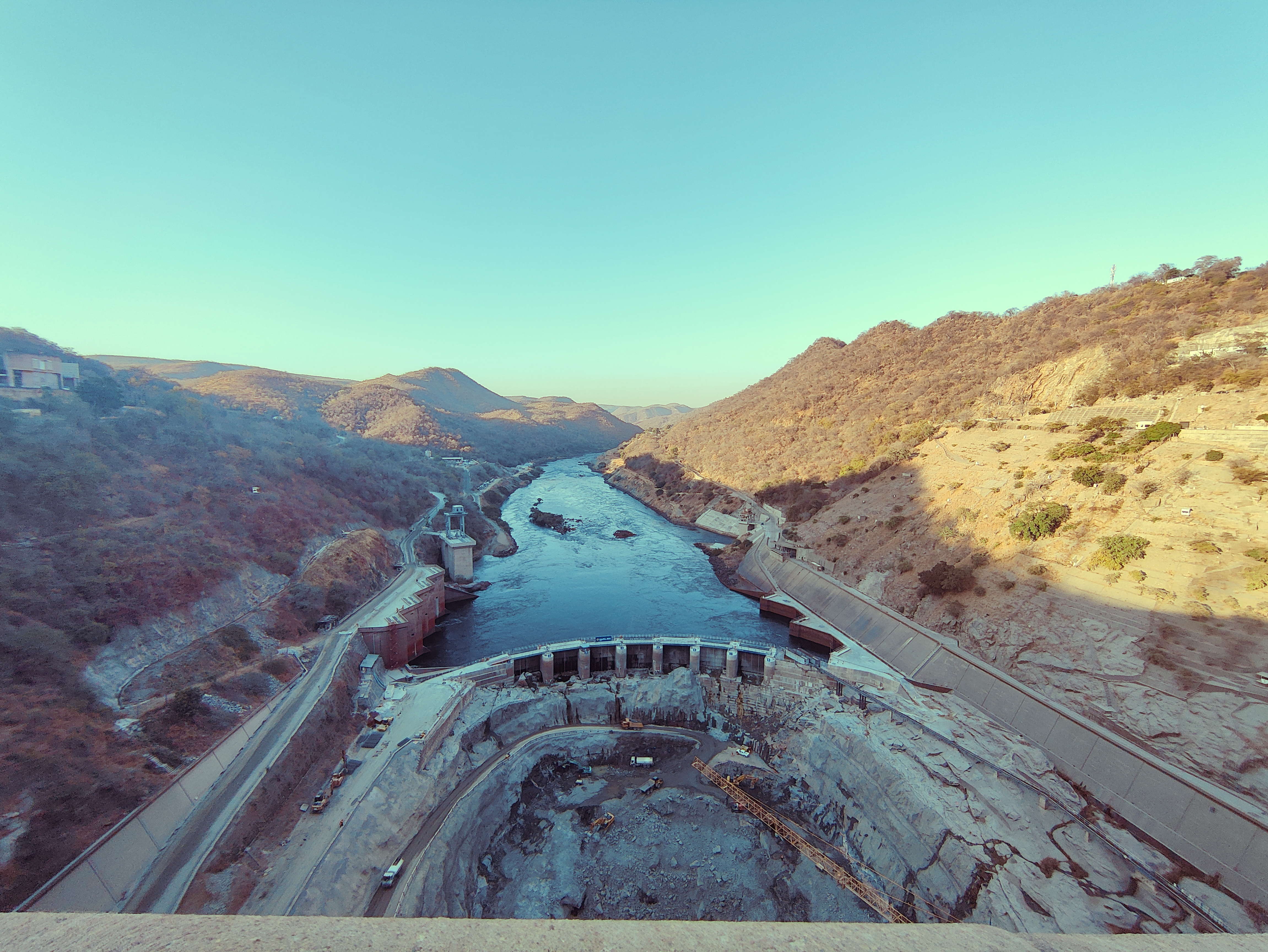
Sanierungsarbeiten im Tosbecken (Juli 2023)

Das in die Jahre gekommene Bauwerk benötigt eine im September 2015 beschlossene Sanierung, die mit 294 Millionen US-Dollar angesetzt wurde und durch die EU, die Weltbank, die Afrikanische Entwicklungsbank und Schweden finanziert wird. Einerseits quillt der Beton der Staumauer durch chemische Zersetzung, andererseits wurde durch Auskolkung des über die Hochwasserentlastungsanlage stürzenden Wassers das Tosbecken von ursprünglich zehn Meter auf 90 Meter vertieft, was die Fundierung des Bauwerkes gefährdet. Die Sanierungsarbeiten dürften zehn Jahre dauern.
Im Falle eines Dammbruchs wird damit gerechnet, dass sich über 8 bis 10 Stunden die Wassermassen des Stausees in das darunter liegende Tal ergießen und 3,5 Millionen Menschen in Simbabwe, Sambia, Malawi und Mosambik bedrohen würden. Es wird auch davon ausgegangen, dass im Fall eines Dammbruchs die flussabwärts gelegene Cahora-Bassa-Talsperre versagen würde.

## Unglücke
Der größte Teil der beim Bau umgesiedelten Menschen gehörte dem Volk der Tonga an. Das „gefiel“ dem von den Tonga verehrten, schlangengleichen Flussgott Nyami Nyami jedoch nicht. In ihrer spirituellen Vorstellung sorgte er daher bereits 1955 dafür, dass eine Behelfsbrücke weggespült wurde. Zwei Jahre später wiederholte sich dieses Ereignis. 1958 zerstörte eine Flut eine Hängebrücke und Teile der unfertigen Staumauer. Im Jahr darauf stürzte ein Gerüst ein, wobei 17 Arbeiter ums Leben kamen.
Am 24. Oktober 2014 kenterte ein überladenes Boot auf dem See. Dabei kamen 25 Personen, meist Schulkinder aus Gwembe ums Leben.